# Блейзер, Чак
Чарльз Гордон «Чак» Блейзер (англ. Charles Gordon 'Chuck' Blazer; 26 апреля 1945 — 12 июля 2017) — американский футбольный менеджер, занимавший ряд высоких должностей, прежде чем стать правительственным информатором о организованной коррупции в футболе. Он был членом исполнительного Совета ФИФА с 1996 по 2013 год, генеральным секретарем КОНКАКАФ с 1990 по 2011 год и исполнительным вице-президентом Федерации футбола США.
В 2013 году Блейзер признался в сговоре с другими членами исполнительного комитета ФИФА с целью получения взяток в связи с неудачной заявкой Марокко и успешной заявкой ЮАР на проведение чемпионата мира по футболу в 1998 и 2010 годах. Его признания прозвучали во время дачи показаний на закрытом процессе вынесения приговора в федеральном суде Нью-Йорка.

## Карьера
Чак Блейзер занимал пост генерального секретаря CONCACAF с 1990 по 2011 год, с 1996 по 2013 входил в Исполком ФИФА. В 2015 году, будучи одним из главных подозреваемых в Коррупционном скандале ФИФА был пожизненно отстранён от любой деятельности, связанной с футболом. Ему были предъявлены обвинения в вымогательстве, мошенничестве, отмывании денег и уклонении от налогов.

## Личная жизнь
С 1990 по 1995 год был женат на Сьюзан Оуфокс. У пары двое детей — дочь Марси и сын Джейсон. Чак Блейзер проживал в Нью-Йорке.

## Смерть
Скончался 12 июля 2017 года в возрасте семидесяти двух лет от колоректального рака в госпитале Нью-Джерси. На момент смерти Блейзер страдал от ишемической болезни сердца и сахарного диабета.